# Shalako
Shalako es una película western de 1968 dirigida por Edward Dmytryk y protagonizada por Sean Connery y Brigitte Bardot. Se rodó en los estudios Shepperton, cerca de Londres, con decorados diseñados por el director artístico Herbert Smith. El rodaje de exteriores se hizo en Almería, en el sur de España, concretamente en el desierto de Tabernas, frecuente escenario de rodaje de los western europeos durante la década.
El reparto incluye a Stephen Boyd, Jack Hawkins y Honor Blackman, coprotagonista de Connery en Goldfinger. Se basa en una novela de 1962 del mismo título de Louis L'Amour . Fue la primera de una trilogía de adaptaciones de L'Amour de Euan Lloyd.

## Trama
En 1880, en Nuevo México, el aventurero Bosky Fulton y sus hombres lideran una partida de caza compuesta por aristócratas europeos y sus sirvientes, junto a un político estadounidense retirado con su esposa, en territorio apache. Cuando la condesa francesa Irina Lazaar se aleja, es atacada por guerreros apaches a caballo. La condesa es rescatada por Shalako, un ex oficial de  caballería de los EE. UU. con un interés personal en mantener a los blancos fuera de las tierras indígenas. Al tratar de devolverla al grupo de caza son rodeados por apaches. Ambos le prometen al jefe apache que expulsarán a los forasteros de la tierra. El jefe está de acuerdo, pero su hijo, Chato, le dice a Shalako que tiene la intención de matarlo en combate.
Shalako insta al líder del grupo de caza, el barón Frederick von Hallstatt, a que se vaya, a lo que se niega, y ambos se muestran mutuo desprecio. Shalako marcha a buscar al ejército para que escolte al grupo fuera de las tierras apaches, pero éstos atacan y habrían acabado con el grupo de no ser por una señal de humo que Shalako hace desde cierta distancia.
El astuto Fulton aprovecha la calma en la lucha; él y sus hombres se hacen con la carreta del grupo de caza y  de todas las armas y suministros, dejando al grupo de caza a merced de los apaches. Lady Julia Daggett, viendo la terrible situación, abandona a su marido, el patético Sir Charles Daggett, para marchar como amante de Fulton. Ella y Fulton ya se habían tenido un escarceo previo.
Shalako regresa a la partida de caza, que está atrapada, y que se ha reequipado con armas y suministros que previamente les había aconsejado mantener escondidos en la reserva. Confía en guiarlos a pie hasta una meseta donde estarán temporalmente seguros. Shalako y von Hallstatt continúan peleando, pero con el tiempo recuperan  el mutuo respeto.
Los apaches atacan la carreta matando a todos los hombres de Fulton y a Lady Daggett. Fulton, tras  presenciar el hecho, acaba uniéndose a la partida de caza. Después de rechazar un ataque inicial apache, el humillado Sir Charles desafía a Fulton y se matan entre sí.
Chato y algunos otros guerreros apaches toman a la partida por sorpresa. Chato desafía a Shalako a una pelea a lanza uno contra uno. Chato pierde y está a punto de ser muerto cuando interviene su padre, el jefe apache, quien ofrece paso franco a Shalako y los demás a cambio de la vida de su hijo. Chato se marcha furioso y avergonzado. Con los miembros sobrevivientes del grupo a salvo, Shalako se adentra en el paisaje desértico acompañada por la condesa Irina.

## Reparto
- Sean Connery como Moses Zebulon 'Shalako' Carlin
- Brigitte Bardot como la condesa Irina Lazaar
- Stephen Boyd como Bosky Fulton
- Jack Hawkins como Sir Charles Daggett
- Peter van Eyck como el barón Frederick von Hallstatt
- Honor Blackman como Lady Julia Daggett
- Woody Strode como Chato (jefe apache)
- Eric Sykes as Mako
- Alexander Knox como el senador Henry Clarke
- Valerie French como Elena Clarke
- Julián Mateos como Rojas
- Don "Red" Barry como Buffalo
- Rodd Redwing como el padre de Chato

## Producción
El productor Euan Lloyd conoció a Louis L'Amour, autor de numerosas novelas de aventuras del Oeste, a través de su amigo el actor Alan Ladd. A lo largo de los años, mientras Lloyd soñaba en convertirse en productor independiente, se mantuvo en contacto con L'Amour. Tenía la intención de  filmar su novela de 1962 Shalako.
En un momento dado, Lloyd había elegido a Henry Fonda y Senta Berger para protagonizar la película y planeaba filmarla en México. Lloyd contó que, en ese momento, muchos distribuidores de películas se mostraban reacios a financiar una película protagonizada por Fonda, y los aumentos en el costo de filmación en México hicieron que fuera imposible seguir adelante.
Durante un encuentro con L'Amour, Lloyd le habló de las largas colas en los cines de Nueva York para ver la última película de aventuras de James Bond. L'Amour comentó que Sean Connery, quien protagonizó el papel, sin duda  «parecería alto en la silla de montar». Cuando Lloyd conoció a Sean Connery y discutió su obra con él, descubrió que Connery era un fanático del western desde la infancia. También le interesó la promesa de un millón de dólares y un porcentaje de las ganancias, de un presupuesto de 5 millones de dólares. Connery estaba disponible, ya que había rechazado interpretar a Bond en Al servicio secreto de Su Majestad .
Lloyd consiguió a la coprotagonista original prevista para esa película, Brigitte Bardot, al director de fotografía de Bond, Ted Moore, y al especialista de Bond y director de escenas de acción, Bob Simmons.
A Bardot le pagaron 400.000 dólares más el 12,5% de los beneficios.
Con Connery a bordo, muchos distribuidores de cine europeos y de otros países estaban interesados en financiar la película. Los distribuidores, de 35 países diferentes, acordaron proporcionar pagarés por valor de 5 millones de dólares pagaderos a la entrega de la película. Así, Lloyd pudo recaudar los 3 millones de dólares necesarios para iniciar la producción y contratar a Connery y Bardot. 1.455.000 dólares provinieron de ABC en los EE. UU.,  y 2 millones de otros lugares. Dimitri de Grunwald se involucró la búsqueda de financiación.

### Rodaje
La película se rodó en Almería, España. Mientras buscaba lugares para rodar en Estados Unidos, Lloyd observó que muchos nativos americanos tenían sobrepeso y que a él no le parecían lo suficientemente amenazadores. Simmons reclutó un «grupo de guerreros» gitanos delgados y rudos, a quienes entrenó para montar y comportarse como guerreros apaches.
La provincia de Almería fue un lugar privilegiado para el rodaje de spaghetti western. Pero, a la vez del rodaje de Shalako, estaba teniendo lugar el de la película Mercenarios sin gloria, de Harry Saltzman y ambientada en la África de la Segunda Guerra Mundial, lo que causó problemas en ambas producciones. Por ejemplo, un equipo de filmación tenía que limpiar las huellas de neumáticos en la arena antes de filmar al Viejo Oeste, mientras que el otro tenía que recoger los excrementos de los caballos antes de filmar las batallas de la Segunda Guerra Mundial. En cierta ocasión, los gitanos apaches a caballo, atacaron por error a un ataque contra un Grupo del Desierto de Largo Alcance.
Lloyd reunió un sólido elenco internacional, incluida Honor Blackman, excompañera de reparto de Connery en Goldfinger, así como a Jack Hawkins, Stephen Boyd, Woody Strode, Peter van Eyck, Alexander Knox, Eric Sykes y Don Barry. En esta etapa de su carrera, Hawkins había perdido su voz, que una vez fue resonante, debido a un cáncer de garganta; su voz fue doblada por Charles Gray .
Connery y Bardot se llevaron bien durante el rodaje y ambos disfrutaron de la experiencia de hacer la película.

## Respuesta de la crítica
La película se estrenó a finales de 1968 y recibió críticas mixtas. Algunos críticos pensaron que la película no era tan buena como otros westerns que se hacían en Europa, en particular, los westerns italianos (conocidos como "spaghetti westerns") con los que Sergio Leone, Lee Van Cleef y Clint Eastwood estaban construyendo su reputación.[cita requerida]

### Censura
Se conocen dos escenas que habitualmente se cortan en pases de televisión: la muerte del vaquero enviado para proteger al personaje de Bardot y la muerte del personaje de Honor Blackman.[cita requerida]

### Taquilla
Shalako fue la decimoctava película más popular de 1969. Se vendieron 1.385.466 entradas en Francia, 1.272.933 en España y 4.200.000 en Italia.  Según Variety, debido a sus altos costos la película causó a ABC pérdidas de $1,275,000. Pero como cada zona se vendió por separado, Shalako tuvo un gran éxito en Gran Bretaña y en el continente, generando importantes ganancias para los distribuidores.

## Video doméstico
Shalako se ha publicó en muchos territorios en VHS y DVD, y en 2017  Kino Lorber en los EE. UU. lanzó una edición en Blu-ray.